# Monts Herniques

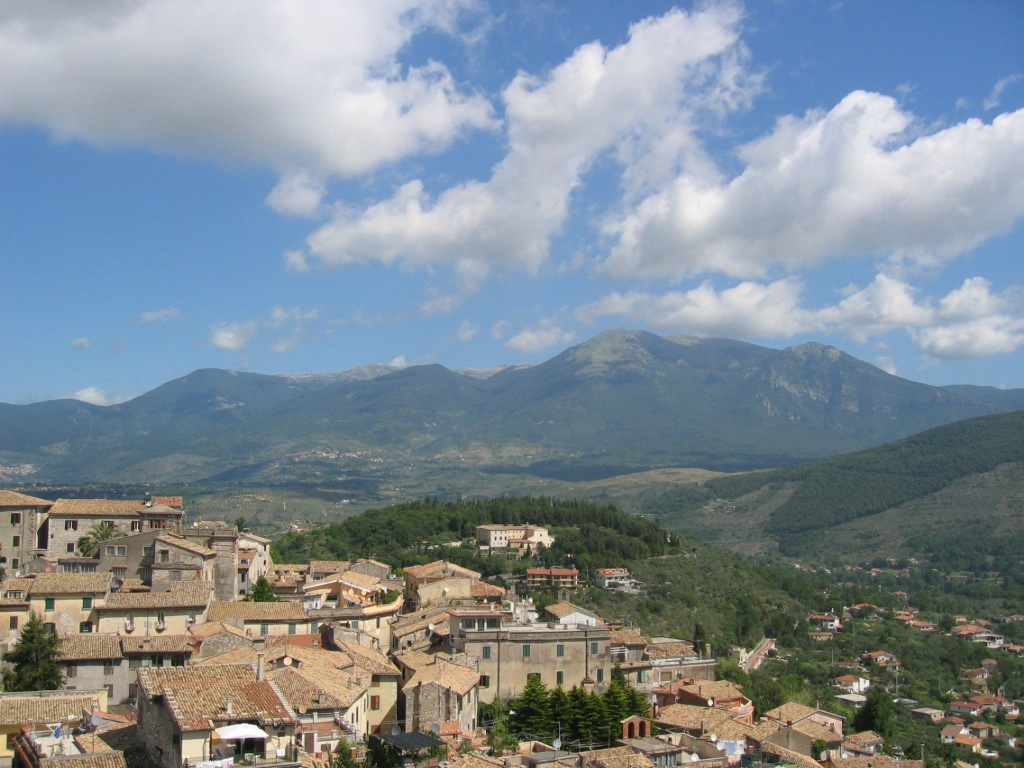
Vue des monts Herniques depuis Alatri.

Les monts Herniques (en italien : Monti Ernici) sont une chaîne de montagne appartenant aux Anti-Apennins dans la région du Latium et pour partie dans les Abruzzes, au centre de l'Italie, qui s'étend selon une direction est-ouest et est délimitée au nord par les monts Cantari et la vallée de l'Aniene, à l'est par la vallée du Liri, au sud et à l'ouest par la vallée du Cosa et du Sacco.

## Géographie
Les monts Herniques sont une frontière naturelle entre le Latium (vallée Latine) et les Abruzzes.
Les sommets avoisinent les 2 000 m, le plus élevé étant le Monte del Passeggio (2 064 m) suivi par le Pizzo Deta (2 041 m), le mont Fragara (2 006 m) et mont Ginepro (2 004 m).
La partie septentrionale du massif est formée par une dorsale allongée allant de Campocatino (1 800 m), aux monts Pozzotello (1 995 m), Ortara (1 900 m), Monna (1 952 m), Fanfilli (1 952 m) et Rotonaria (1 750 m). Le sommet le plus occidental est le mont Scalambra (1 420 m).
Aux pieds du massif du côté Latium se trouvent les communes d'Alatri, Acuto, Anagni, Boville Ernica, Castelliri, Collepardo, Ferentino, Fiuggi, Fumone, Guarcino, Piglio, Roiate, Serrone, Torre Cajetani, Trivigliano, Veroli, Monte San Giovanni Campano et Vico nel Lazio ; dans la partie Abruzzes : Balsorano, Morino et San Vincenzo Valle Roveto.